# Pierwoszów Miłocin (przystanek kolejowy)
Pierwoszów Miłocin – przystanek kolejowy w Pierwoszowie, w województwie dolnośląskim, w Polsce.
Linia z Wrocławia Psie Pole do Trzebnicy została zamknięta w roku 1990, od tego czasu część torowiska została rozkradziona. W styczniu 2009 roku rozpoczęto remont torowiska i poprawę jego geometrii dla podniesienia prędkości. Począwszy od 20 września 2009 roku na trasie do Wrocławia Głównego zostały uruchomione kursy szynobusów, natomiast przystanek w Pierwoszowie uruchomiono z dniem 9 grudnia 2012 roku.

## Ruch pasażerski
W roku 2017 przystanek obsługiwał 20–49 pasażerów na dobę, w roku 2022 zaś 50–99 pasażerów na dobę.